# ジャン・カジミール＝ペリエ
ジャン・ポール・ピエール・カジミール＝ペリエ（フランス語: Jean Paul Pierre Casimir-Perier、1847年11月8日 - 1907年3月11日)は、フランスの政治家。第6代フランス大統領（第三共和政、在任：1894年 - 1895年）。

## 生涯
1847年11月8日にパリで生まれた。祖父は七月王政期の首相カジミール・ピエール・ペリエで、父はアドルフ・ティエール内閣で内務大臣を務めたオーギュスト・カジミール＝ペリエ。
最初は父の秘書として政界に入り、1876年フランス議会選挙でオーブ県から選出されて代議院議員に就任、以降大統領就任までオーブ県で再選し続けた。家族と違い共和左派に属し、1877年5月16日危機では政府への不信任決議に賛成票を投じた議員363名のうちの1人だった。1883年にオルレアン王家の国外追放法案への賛成票を拒否、法案が可決されると議員を辞任したが、これはカジミール＝ペリエの政治観による行動ではなくオルレアン家との結び付きによる行動だった。
1883年8月17日から1885年1月7日まで陸軍次官を、1890年から1892年まで代議院副議長を務め、1893年に代議院議長に選出された。同年12月3日に組閣して首相に就任、外務大臣も兼任した。マリー・フランソワ・サディ・カルノー大統領が1894年6月24日に暗殺されると、同年の大統領選挙に出馬、451票でアンリ・ブリッソン（195票）とシャルル・デュピュイ（97票）を破って当選した。しかし、1885年1月14日にデュピュイ内閣が総辞職すると、カジミール＝ペリエも翌日に大統領を辞任した。大統領を辞任した理由については内閣が意思決定、特に外交に関する決定の前に自身に諮問しようとせず、素通りされたことであると述べた。
以降は政界から引退して実業界（主に鉱業）に集中した。ドレフュス事件ではドレフュスの再審においてドレフュスに有利な証言をした。1907年3月11日死去。

## 関連図書
- ブリタニカ国際大百科事典 小項目事典. “カジミール＝ペリエ”.  コトバンク. 2020年6月20日閲覧。

| 公職                                      | 公職                             | 公職                          |
| ----------------------------------------- | -------------------------------- | ----------------------------- |
| 先代 シャルル・フロケ                     | 代議院議長 1893年                | 次代 シャルル・デュピュイ     |
| 先代 シャルル・デュピュイ                 | フランスの首相 1893年 – 1894年   | 次代 シャルル・デュピュイ     |
| 先代 ジュール・ドヴェル                   | 外務大臣 1893年 – 1894年         | 次代 マルセラン・ベルテロ     |
| 先代 シャルル・デュピュイ                 | 代議院議長 1894年                | 次代 オーギュスト・ビュルドー |
| 先代 マリー・フランソワ・サディ・カルノー | フランスの大統領 1894年 – 1895年 | 次代 フェリックス・フォール   |